# Kravařov
Kravařov (deutsch: Hadrunek, älter auch Krawarczow) ist eine zum Stadtteil Komárov (Komorau) von Opava (Troppau) gehörige Grundsiedlungseinheit in Tschechien. Sie liegt sechseinhalb Kilometer südöstlich des Stadtzentrums von Opava und gehört zum Okres Opava.

## Geographie
Der als Häusergruppe angelegte Ort befindet sich rechtsseitig der Opava (Oppa) an deren Zufluss Hoštata (Haczata) in der Opavská pahorkatina (Troppauer Bucht). Durch Kravařov führt die Staatsstraße I/11 zwischen Opava und Ostrava (Ostrau), am nördlichen Ortsrand verläuft die Bahnstrecke Ostrava-Svinov–Opava východ. 
Nachbarorte sind Velké Hoštice (Groß Hoschütz) im Norden, Kravaře (Deutsch Krawarn) und Dvořisko (Oppahof) im Nordosten, Štítina (Stettin) und Mokré Lazce (Mokrolasetz) im Osten, Nové Sedlice (Neusedlitz) und  Suché Lazce (Sucholasetz) im Südosten, Podvihov (Podwihof) und Komárovské Chaloupky (Komorauer Häuser) im Süden, Raduň (Radun), Chvalíkovice (Chwalkowitz) und Branka u Opavy (Branka) im Südwesten, Komárov im Westen sowie Malé Hoštice (Klein Hoschütz) im Nordwesten.

## Geschichte
Die erste schriftliche Erwähnung des zum Gut Sucholasetz im Herzogtum Troppau gehörigen Weilers Kravařov erfolgte im Jahre 1575. Zum Ende des 16. Jahrhunderts wurde das Gut Sucholasetz vom Herzogtum Troppau abgetrennt und zum Lehn des Erzbistums Olmütz; damit verbunden war die Zuordnung als Exklave zur Markgrafschaft Mähren. Im 17. Jahrhundert wurde das Gut zum Lehn der Böhmischen Krone. Nach dem Ersten Schlesischen Krieg lag Kravařov ab 1742 zudem an der neuen Grenze zu Preußisch Schlesien, die nördlich des Dorfes entlang der Oppa gezogen wurde. 
Im Jahre 1835 bestand die an der Teschener Kaiserstraße gelegene Kolonie Krawarcžow, zumeist Hadrunek genannt, aus 27 zumeist hölzernen Häusern mit 186 katholischen und mährischsprachigen Einwohnern, die von der Landwirtschaft und dem Viehhandel lebten. Im Ort gab es eine Branntweinbrennerei, eine Brauerei, einen zum Gut Stettin gehörigen Meierhof mit zwei Schäfereien sowie einem von den Troppauer Einwohnern gern besuchten Wirtshaus. Pfarr- und Schulort war Komarau. Die Nutzfläche umfasste 100 Joch Ackerland, 39 Joch Hutweiden und vier Joch Wiesenland. Bis zur Mitte des 19. Jahrhunderts blieb Hadrunek dem mährischen Gut Sucholatz untertänig.
Nach der Aufhebung der Patrimonialherrschaften bildete Hadrunek / Kravařov ab 1850 einen Ortsteil der Gemeinde Sucholasetz im Gerichtsbezirk Troppau. Ab 1869 gehörte Hadrunek zum Bezirk Troppau. Zu dieser Zeit hatte das Dorf 217 Einwohner und bestand aus 29 Häusern. Im Jahre 1900 lebten in Hadrunek 261 Personen, 1910 waren es 233. Beim Zensus von 1921 lebten in den 37 Häusern von Kravařov / Hadrunek 272 Personen, darunter 251 Tschechen, elf Deutsche und drei Juden. Im Jahre 1930 bestand Kravařov aus 40 Häusern und hatte 283 Einwohner. Nach dem Münchner Abkommen wurde Hadrunek 1938 dem Deutschen Reich zugesprochen und gehörte bis 1945 zum Landkreis Troppau. Nach dem Ende des Krieges kam Kravařov 1945 zur Tschechoslowakei zurück. Im Jahre 1950 hatte das Dorf 197 Einwohner und bestand aus 38 Häusern. Am 1. Februar 1970 wurde Kravařov von Suché Lazce abgetrennt und nach Opava eingemeindet; zugleich wurde das Dorf dem Ortsteil Komárov zugeschlagen. Im Jahre 1970 hatte Kravařov 213 Einwohner, 1991 waren es 216. Beim Zensus von 2011 lebten in den 73 Wohnhäusern von Kravařov 225 Personen.

## Ortsgliederung
Die Grundsiedlungseinheit Kravařov ist Teil des Katastralbezirks Komárov u Opavy.

## Sehenswürdigkeiten
- Steinernes Kreuz, aufgestellt 1892
- Gedenkstein, enthüllt 1918 und 1968 erneuert